# (74209) 1998 RJ60
(74209) 1998 RJ60 – planetoida z pasa głównego asteroid okrążająca Słońce w ciągu 4,26 lat w średniej odległości 2,63 j.a. Odkryta 14 września 1998 roku.